# Gli ebrei
Gli ebrei (Die Juden) è una delle prime commedie di Gotthold Lessing. Viene portata a termine nel 1749, ma verrà pubblicata solo nella edizione delle sue opere complete (1753-1755). Verrà messa in scena soltanto a partire dagli anni Sessanta del Settecento.

## Trama
Un barone antisemita viene derubato da due uomini con la barba e salvato da uno senza barba: l'antisemita ritiene che gli aggressori siano ebrei, ma poi si accorge che colui che lo ha salvato è ebreo. I malviventi sono invece due persone a lui vicine che volevano approfittarsi della sua morte per arricchirsi. Il barone, non ancora consapevole di essere stato aiutato da un ebreo propone la mano della figlia come ricompensa, ma l'eroe la rifiuta in virtù della convinzione che ebrei e cristiani non potessero sposarsi fra di loro. La figlia, simbolo dell'ingenua naturalezza non vede il problema e vorrebbe comunque salvare l'ebreo; ma il matrimonio non avviene comunque. L'opera si chiude con una dichiarazione di amicizia universale fra il barone e l'ebreo. 

## Commento
La morale, peraltro molto chiara, indica che non bisogna giudicare interi popoli, in ognuno ci sono persone buone e cattive. Lessing si rende conto che non si può risolvere la questione ebraica solo con un appello alla tolleranza. 